# Número E

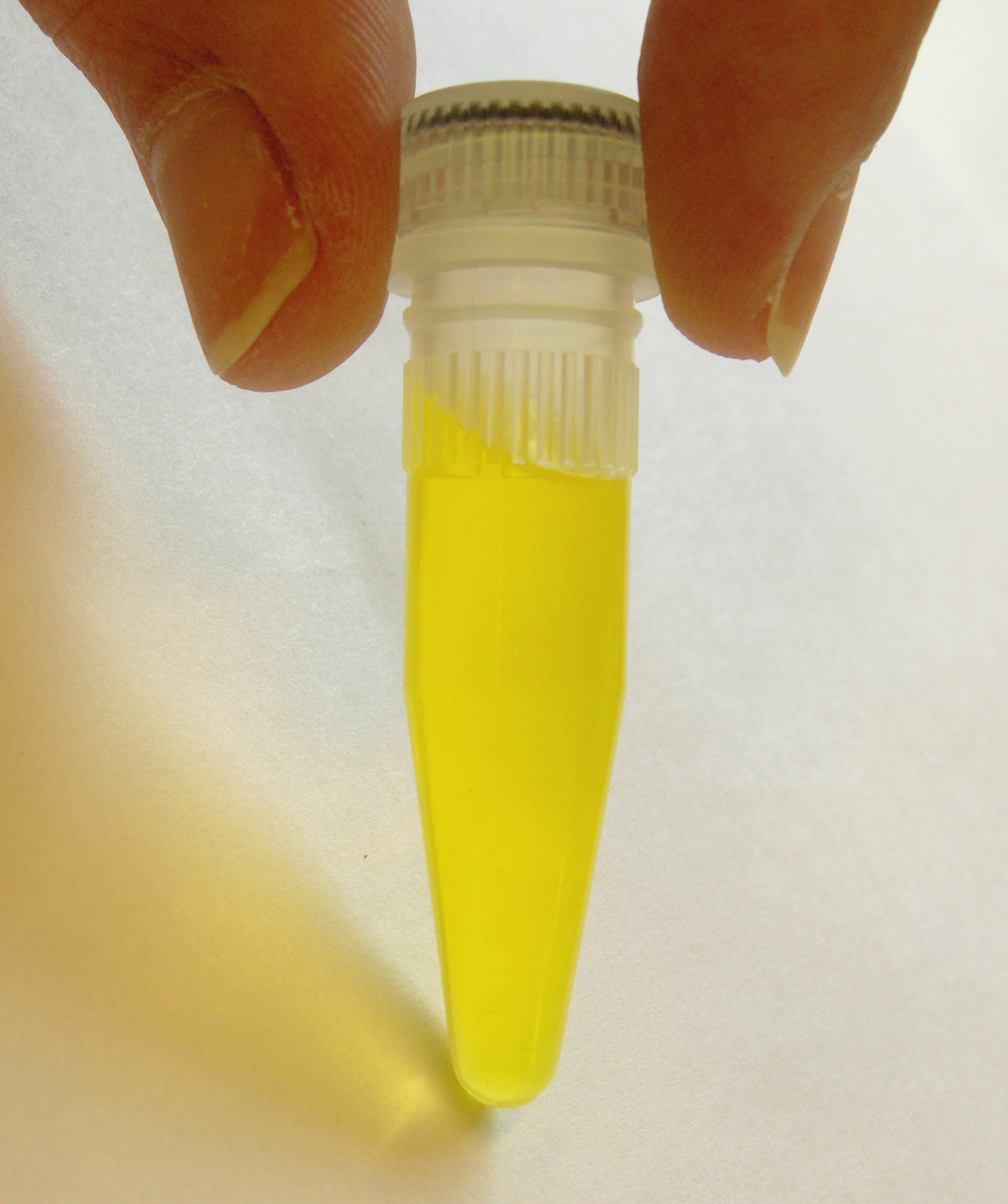
Una solución de E101 riboflavina (también conocida como vitamina B2)

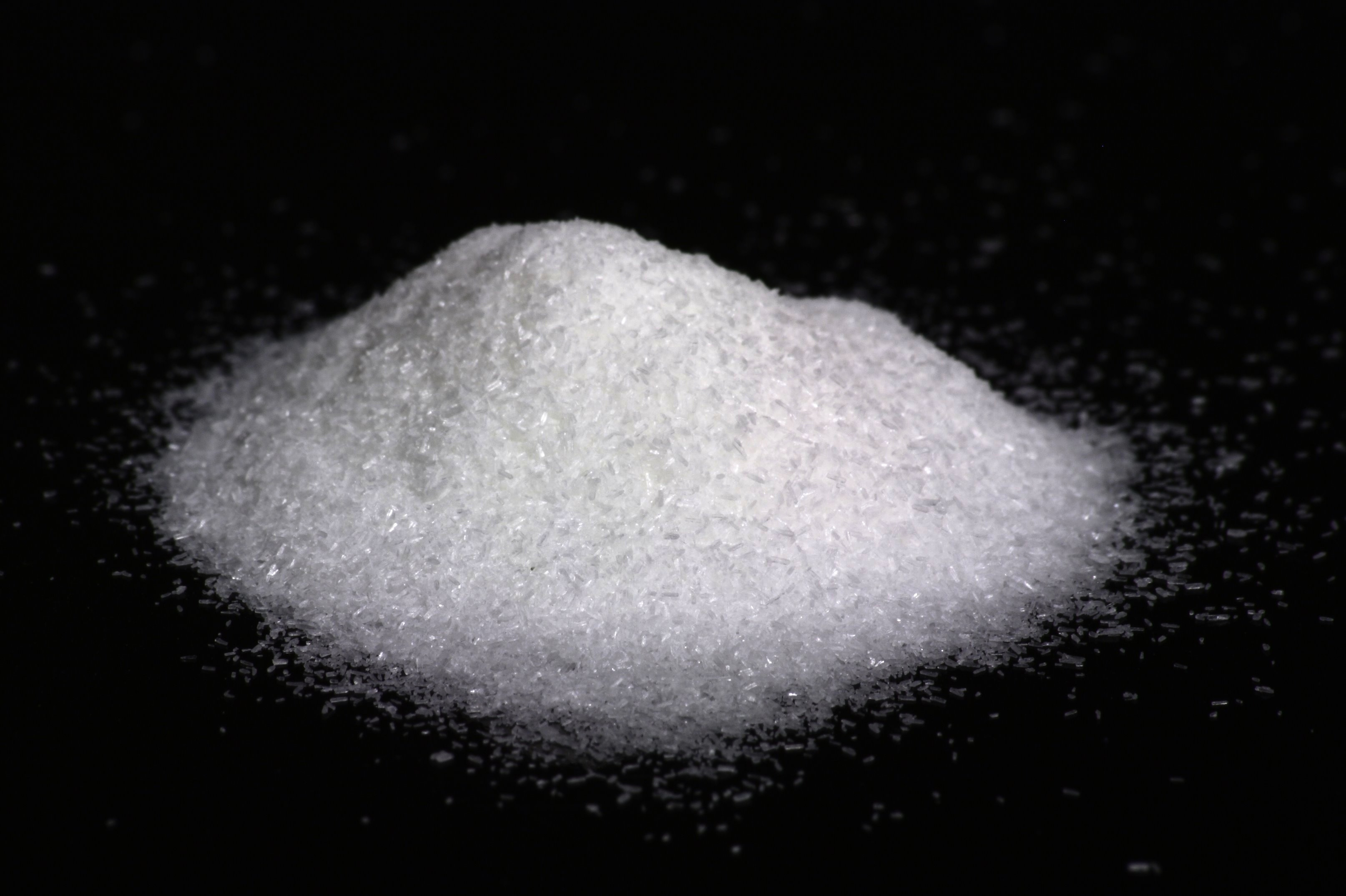
Cristales de E621 glutamato monosódico, un potenciador del sabor

Los números E son códigos asignados a los aditivos alimentarios y se encuentran normalmente especificados en las etiquetas de los productos alimenticios, sobre todo en la zona de la Unión Europea. El esquema de números que sigue está en  Sistema Internacional de Numeración de Aditivos Alimentarios (INS, en inglés) establecido en el Codex Alimentarius.
También pueden encontrarse los números E en etiquetas de otras jurisdicciones, como Australia.

## Clasificación según su intervalo numérico
| 100-199 Colorantes                                 | 100-109 – amarillos                                         |
| 100-199 Colorantes                                 | 110-119 – naranjas                                          |
| 100-199 Colorantes                                 | 120-129 – rojos                                             |
| 100-199 Colorantes                                 | 130-139 – azules y violetas                                 |
| 100-199 Colorantes                                 | 140-149 – verdes                                            |
| 100-199 Colorantes                                 | 150-159 – marrones y negros                                 |
| 100-199 Colorantes                                 | 160-199 – otros                                             |
| 200-299 Conservantes                               | 200-209 – sorbatos                                          |
| 200-299 Conservantes                               | 210-219 – benzoatos                                         |
| 200-299 Conservantes                               | 220-229 – sulfitos                                          |
| 200-299 Conservantes                               | 230-239 – fenoles; formiatos                                |
| 200-299 Conservantes                               | 240-259 – nitratos                                          |
| 200-299 Conservantes                               | 260-269 – acetatos                                          |
| 200-299 Conservantes                               | 270-279 – lactatos                                          |
| 200-299 Conservantes                               | 280-289 – propionatos                                       |
| 200-299 Conservantes                               | 290-299 – otros                                             |
| 300-399 Antioxidantes y reguladores de acidez      | 300-309 – ascorbatos (vitamina C)                           |
| 300-399 Antioxidantes y reguladores de acidez      | 310-319 – galatos                                           |
| 300-399 Antioxidantes y reguladores de acidez      | 320-329 – lactatos                                          |
| 300-399 Antioxidantes y reguladores de acidez      | 330-339 – citratos y tartratos                              |
| 300-399 Antioxidantes y reguladores de acidez      | 340-349 – fosfatos                                          |
| 300-399 Antioxidantes y reguladores de acidez      | 350-359 – malatos                                           |
| 300-399 Antioxidantes y reguladores de acidez      | 360-369 – succinatos y fumaratos                            |
| 300-399 Antioxidantes y reguladores de acidez      | 370-399 – otros                                             |
| 400-499 Espesantes, estabilizantes y emulsionantes | 400-409 – alginatos                                         |
| 400-499 Espesantes, estabilizantes y emulsionantes | 410-419 – gomas naturales                                   |
| 400-499 Espesantes, estabilizantes y emulsionantes | 420-429 – otros agentes naturales                           |
| 400-499 Espesantes, estabilizantes y emulsionantes | 430-439 – componentes polioxitireno                         |
| 400-499 Espesantes, estabilizantes y emulsionantes | 440-449 – emulsionantes naturales                           |
| 400-499 Espesantes, estabilizantes y emulsionantes | 450-459 – fosfatos                                          |
| 400-499 Espesantes, estabilizantes y emulsionantes | 460-469 – componentes de la celulosa                        |
| 400-499 Espesantes, estabilizantes y emulsionantes | 470-489 – ácido graso                                       |
| 400-499 Espesantes, estabilizantes y emulsionantes | 490-499 – otros                                             |
| 500-599 Reguladores de acidez y pH                 | 500-509 – ácidos minerales y bases                          |
| 500-599 Reguladores de acidez y pH                 | 510-519 – cloratos y sulfatos                               |
| 500-599 Reguladores de acidez y pH                 | 520-529 – sulfatos e hidróxidos                             |
| 500-599 Reguladores de acidez y pH                 | 530-549 – metal alcalino                                    |
| 500-599 Reguladores de acidez y pH                 | 550-559 – silicatos                                         |
| 500-599 Reguladores de acidez y pH                 | 570-579 – esteratos y gluconatos                            |
| 500-599 Reguladores de acidez y pH                 | 580-599 – otros                                             |
| 600-699 Intensificadores de sabor                  | 620-629 – glutamatos                                        |
| 600-699 Intensificadores de sabor                  | 630-639 – inosinatos                                        |
| 600-699 Intensificadores de sabor                  | 640-649 – otros                                             |
| 700-799 Antibióticos                               | 700-717 – antibióticos                                      |
| 900-999 Varios                                     | 900-909 – ceras                                             |
| 900-999 Varios                                     | 910-919 – agentes de recubrimiento                          |
| 900-999 Varios                                     | 920-929 – mejorantes                                        |
| 900-999 Varios                                     | 930-949 – gas de empaquetamiento                            |
| 900-999 Varios                                     | 950-969 – edulcorantes                                      |
| 900-999 Varios                                     | 990-999 – formadores de espuma                              |
| 1100-1599 Otros productos químicos                 | Los productos nuevos no entran dentro de esta clasificación |

NOTA: Algunos de los ejemplos expuestos no son exclusivos de una sola categoría, por lo que pueden utilizarse con varios propósitos.